# Crocus cancellatus
Crocus cancellatus är en irisväxtart som beskrevs av William Herbert. Crocus cancellatus ingår i krokussläktetsom ingår i familjen irisväxter.
Artens utbredningsområde anges som från Balkan till Iran.

## Underarter
Arten delas in i följande underarter:
- C. c. cancellatus
- C. c. damascenus
- C. c. lycius
- C. c. mazziaricus
- C. c. pamphylicus

## Bilder

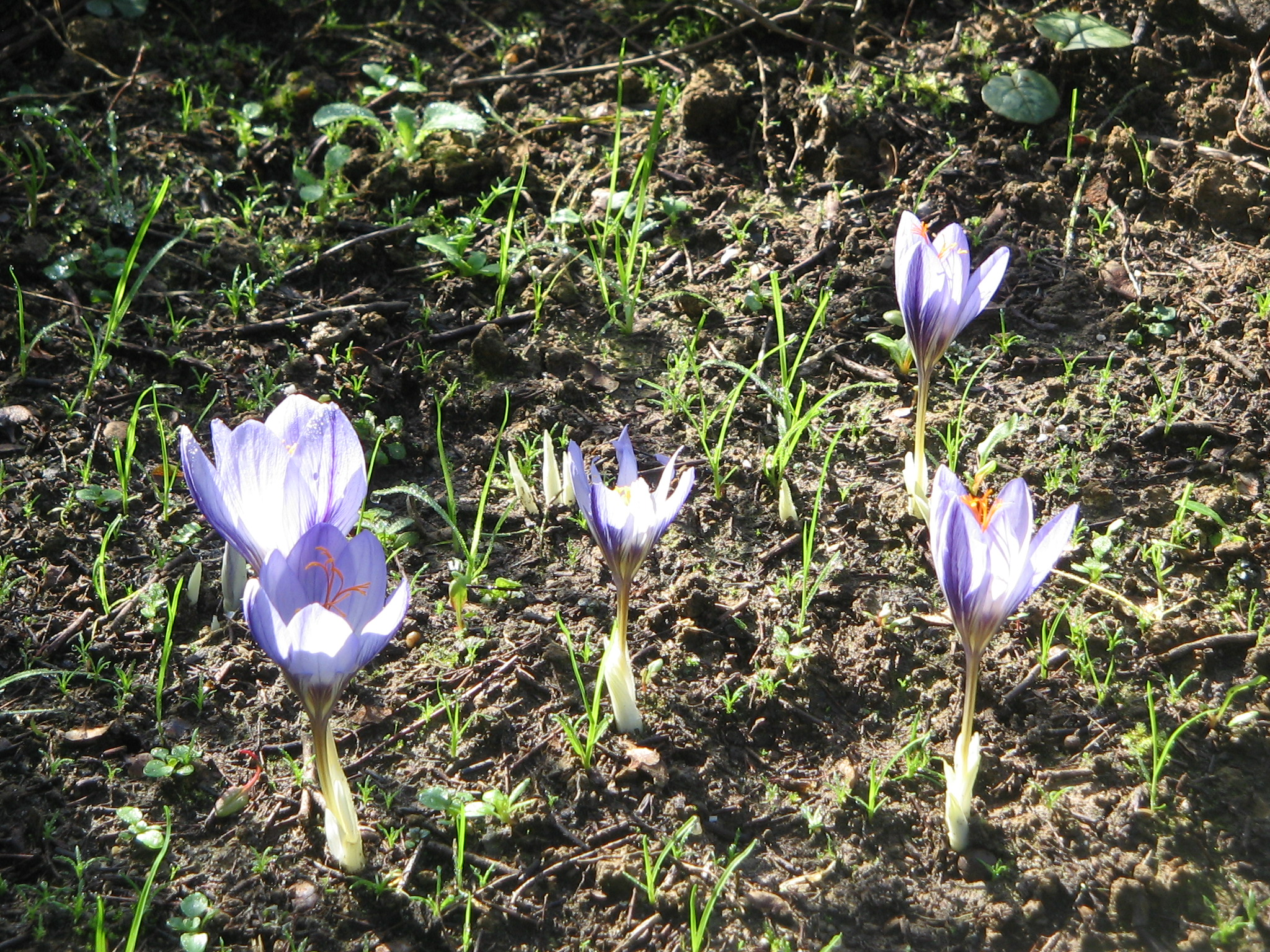
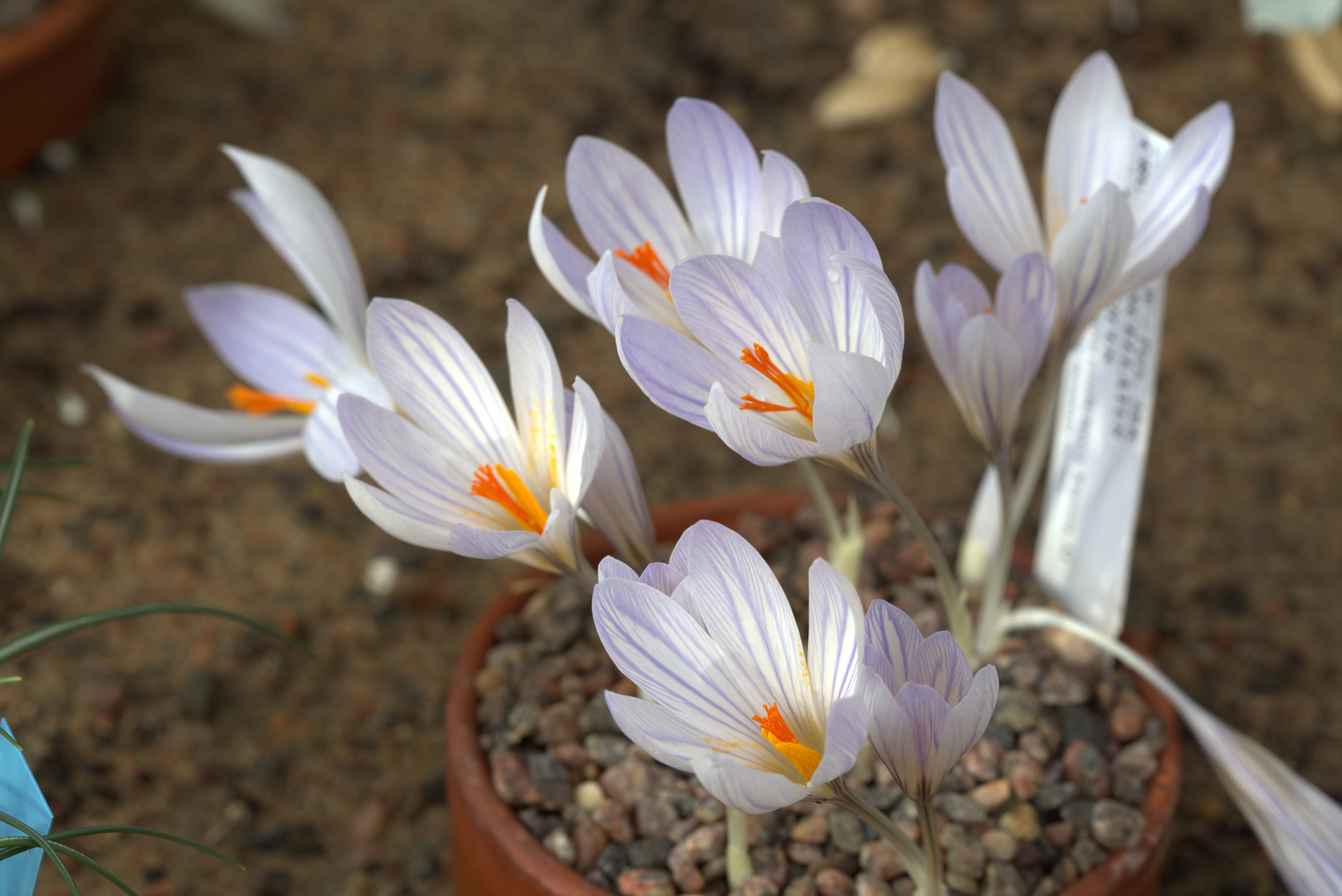
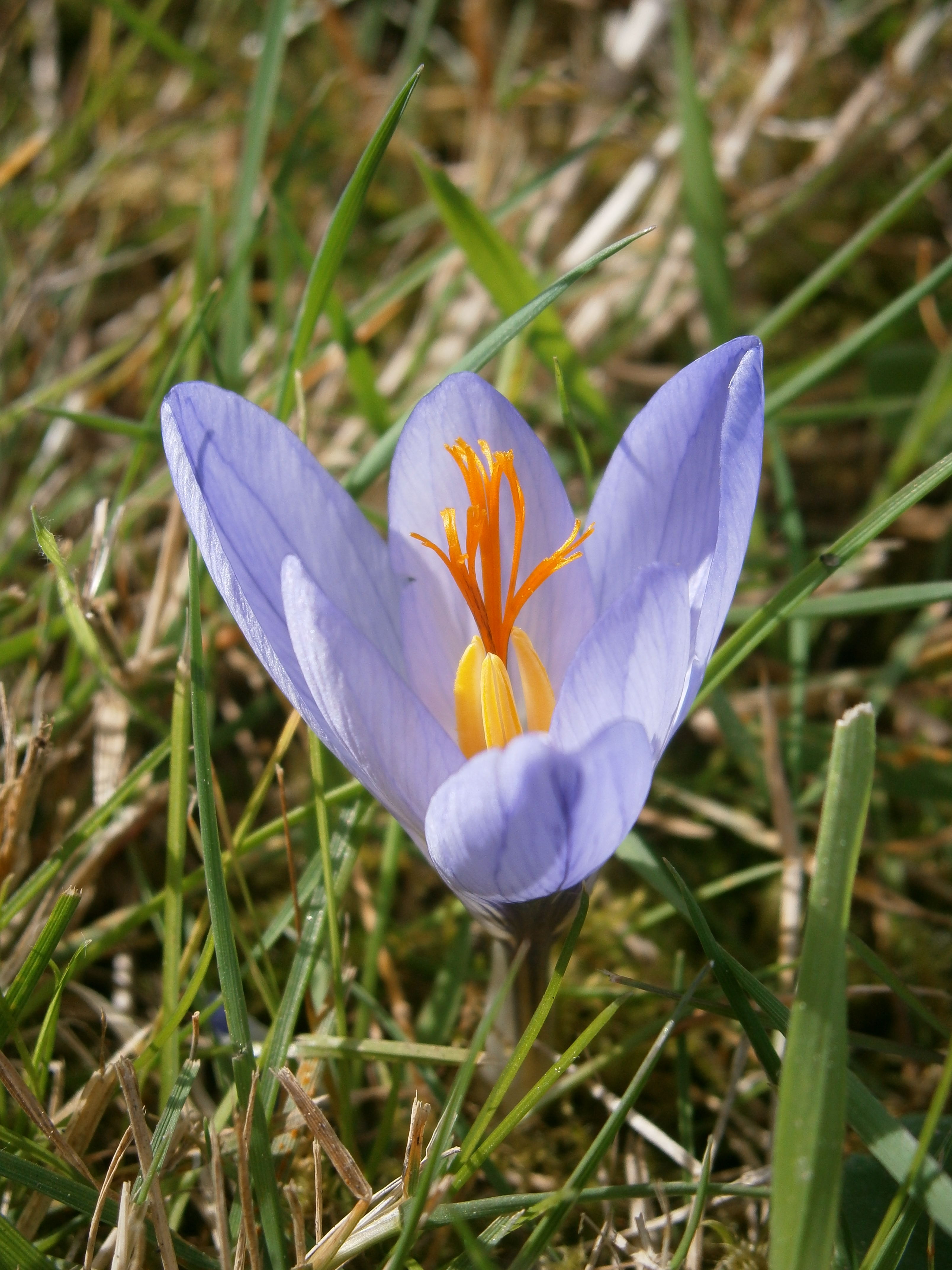
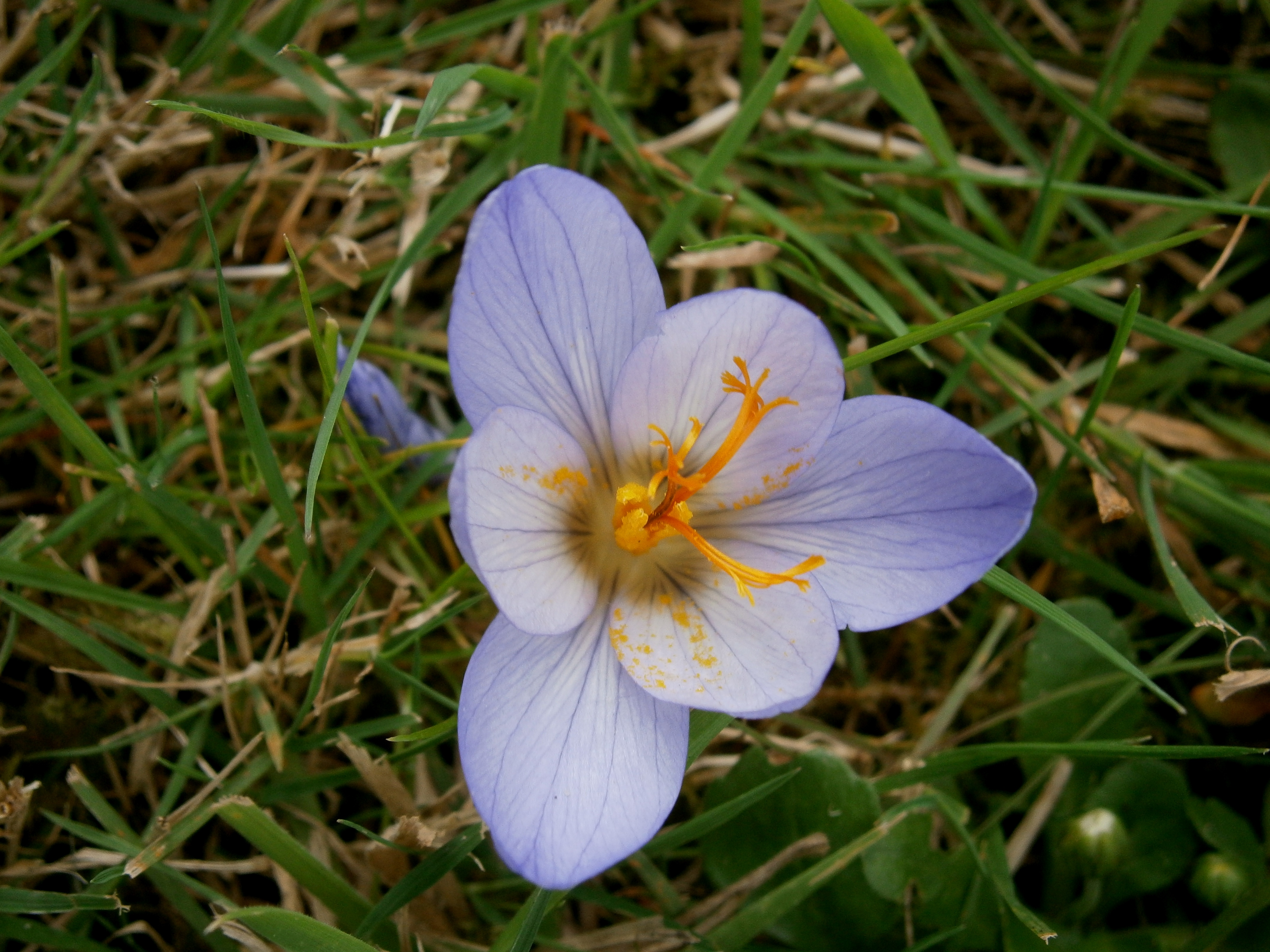